# Trasformata di Legendre

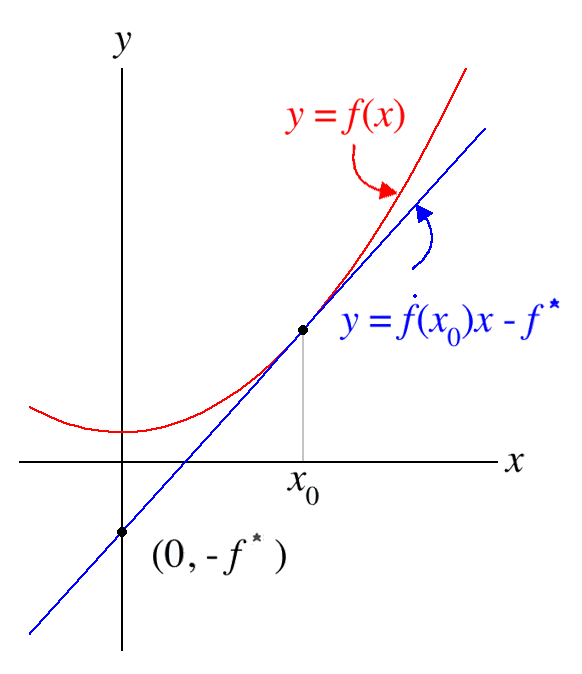
Visualizzazione tipo metodo del punto fisso. Una funzione, (colore rosso), ha una retta tangente nel punto (colore blu). Questa tangente ha pendenza, e interseca l'asse verticale in. è il valore che ha nel punto x la trasformata di Legendre di. Variando il punto varia la trasformata che è legata al valore di, e della sua derivata.

In analisi funzionale, il funzionale di Legendre o trasformazione di Legendre, è un funzionale  involuzione che fu definito da Adrien-Marie Legendre. La funzione risultato si chiama di solito trasformata, come per le trasformate integrali di Laplace, Fourier, ecc. Consente un importante cambiamento di variabile per funzioni dotate di alcune proprietà. Il funzionale è l'inverso di sé stesso
È molto importante in termodinamica: le funzioni energia (energia interna, entalpia, energia libera di Gibbs) sono infatti legate tra loro da trasformazioni di Legendre.
L'argomento del funzionale di Legendre è una funzione convessa a valori reali di variabile reale, e il risultato è un'altra funzione convessa dipendente esplicitamente dalla derivata dell'argomento.

## Definizione
La trasformata di Legendre {\displaystyle f^{\star }} di una funzione convessa reale {\displaystyle f:\mathbb {R} \to \mathbb {R} } è data da:
{\displaystyle f^{\star }(p)=\sup _{x}{\bigl (}px-f(x){\bigr )}\qquad p\in \mathbb {R} }
Nel caso {\displaystyle f} sia differenziabile la trasformata {\displaystyle f^{\star }} può essere vista come il valore cambiato di segno dell'intercetta sull'asse {\displaystyle y} di una particolare retta tangente alla funzione, quella di pendenza {\displaystyle p}. Per calcolare l'estremante di {\displaystyle px-f(x)} rispetto a {\displaystyle x}, che è il punto {\displaystyle x} per cui è massima la distanza tra la funzione e la retta {\displaystyle y=px}, se ne pone la derivata nulla:
{\displaystyle {\frac {d}{dx}}\left(px-f(x)\right)=p-{df(x) \over dx}=0}
quindi il valore massimo si verifica quando:
{\displaystyle p={df(x) \over dx}=f'(x)}
Nel caso {\displaystyle f:\mathbb {R} ^{n}\to \mathbb {R} } si ha:
{\displaystyle \nabla _{x}\left(p\cdot x-f(x)\right)=0}
e il vettore {\displaystyle p} coincide con il gradiente:
{\displaystyle p=\nabla f(x)}
Scrivendo {\displaystyle x} in funzione di {\displaystyle p} e inserendolo nella derivata si ottiene una definizione operativa:
{\displaystyle f^{\star }(f'(x))=xf'(x)-f(x)=p\,\,x(p)-f(x(p))}
dove nella relazione a destra si è esplicitata la dipendenza della trasformata da {\displaystyle p}. La trasformata di Legendre trasforma {\displaystyle f} in un'altra funzione dipendente esplicitamente dalla derivata {\displaystyle f'} invece che da {\displaystyle x}.

### Funzione generatrice
Un modo di scrivere esplicitamente {\displaystyle f^{\star }(p)} si ottiene differenziando la funzione {\displaystyle f}:
{\displaystyle df=f'(x)\,dx={\frac {df}{dx}}dx=p\,dx}
Introducendo la funzione ausiliaria {\displaystyle g=f-px} si ha:
{\displaystyle dg=df-p\,dx-x\,dp=-x\,dp}
essendo {\displaystyle df=p\,dx}. Si ha pertanto:
{\displaystyle x(p)=-{\frac {dg(p)}{dp}}}
La funzione ausiliaria {\displaystyle g} si chiama generatrice.
In generale, si dimostra che se {\displaystyle f:\mathbb {R} ^{n}\to \mathbb {R} } e {\displaystyle g(p)=-f^{\star }(p)} allora {\displaystyle x(p)=-\nabla g(p)}, dove {\displaystyle x(p)} è la soluzione di {\displaystyle p=\nabla f(x)}. Questo risultato consente di mostrare che la trasformata di Legendre applicata a una funzione convessa produce un'altra funzione convessa.

### Definizione alternativa
La trasformata di Legendre {\displaystyle f^{\star }} di {\displaystyle f} può anche essere definita come la trasformazione tale che la sua derivata prima e la derivata della funzione sono una la funzione inversa dell'altra. Detto {\displaystyle D} l'operatore di derivazione:
{\displaystyle Df=\left(Df^{\star }\right)^{-1}}
Infatti, derivando {\displaystyle f^{\star }} rispetto a {\displaystyle p} si ha:
{\displaystyle {df^{\star }(p) \over dp}={d \over dp}(xp-f(x))=x+p{dx \over dp}-{df \over dx}{dx \over dp}=x}
Pertanto, valgono le relazioni:
{\displaystyle p={df \over dx}(x)\qquad x={df^{\star } \over dp}(p)}
dove le funzioni {\displaystyle Df} e {\displaystyle Df^{\star }} sono univocamente determinate a meno di una costante additiva, solitamente fissata con l'ulteriore condizione:
{\displaystyle f(x)+f^{\star }(p)=x\,p}

### Funzioni di più variabili
Si consideri {\displaystyle f(x,y)} il cui differenziale sia dato da:
{\displaystyle df={\partial f \over \partial x}dx+{\partial f \over \partial y}dy=udx+vdy}
Per costruire una funzione che dipenda da {\displaystyle du} e {\displaystyle dy} (invece che {\displaystyle dx} e {\displaystyle dy}) si definisce {\displaystyle g(u,y)=f-ux}. Differenziando:
{\displaystyle dg=df-udx-xdu=udx+vdy-udx-xdu=-xdu+vdy}
da cui:
{\displaystyle x=-{\partial g \over \partial u}\qquad v={\partial g \over \partial y}}
La funzione {\displaystyle g(u,y)} è il risultato della trasformazione di Legendre di {\displaystyle f(x,y)} in cui la variabile indipendente {\displaystyle x} è stata rimpiazzata da {\displaystyle u}.

### Esempio
Ad esempio, nel caso in cui {\displaystyle f(x)=\log x} si ottiene che:
{\displaystyle p={\frac {df}{dx}}={\frac {1}{x}}}
e quindi:
{\displaystyle f^{\star }(p)=1-\log {\frac {1}{p}}}
Con procedimento formale, invece, servendosi della generatrice in questo caso si ha:
{\displaystyle g=\log x-px\qquad x=-{\frac {dg}{dp}}=-{\frac {1}{x}}{\frac {dx}{dp}}+p{\frac {dx}{dp}}+x}
e semplificando:
{\displaystyle {\frac {1}{x}}{\frac {dx}{dp}}=p{\frac {dx}{dp}}}
da cui:
{\displaystyle {\frac {1}{x}}=p}

## Trasformazione in una dimensione
In una dimensione la trasformazione di Legendre di {\displaystyle f:\mathbb {R} \rightarrow \mathbb {R} } può essere valutata con la formula:
{\displaystyle f^{\star }(y)=y\,x-f(x)\qquad x={\dot {f}}^{-1}(y)}
Per mostrare ciò si considera la definizione:
{\displaystyle {\dot {f}}(x)={\dot {f}}^{\star -1}(x)}
Integrando entrambi i membri da {\displaystyle x_{0}} a {\displaystyle x_{1}}, utilizzando il teorema fondamentale del calcolo integrale nel membro a sinistra e sostituendo nel termine a destra:
{\displaystyle y={\dot {f}}^{\star -1}(x)}
si ha:
{\displaystyle f(x_{1})-f(x_{0})=\int _{y_{0}}^{y_{1}}y\,{\ddot {f}}^{\star }(y)\,dy}
con:
{\displaystyle f^{\star }(y_{0})=x_{0}\qquad f^{\star }(y_{1})=x_{1}}
Integrando per parti:
{\displaystyle y_{1}\,{\dot {f}}^{\star }(y_{1})-y_{0}\,{\dot {f}}^{\star }(y_{0})-\int _{y_{0}}^{y_{1}}{\dot {f}}^{\star }(y)\,dy=y_{1}\,x_{1}-y_{0}\,x_{0}-f^{\star }(y_{1})+f^{\star }(y_{0})}
e quindi:
{\displaystyle f(x_{1})+f^{\star }(y_{1})-y_{1}\,x_{1}=f(x_{0})+f^{\star }(y_{0})-y_{0}\,x_{0}}
Dal momento che il termine a sinistra dipende solo da {\displaystyle x_{1}} e quello di destra solo da {\displaystyle x_{0}}:
{\displaystyle f(x)+f^{\star }(y)-y\,x=C\qquad x={\dot {f}}^{\star }(y)={\dot {f}}^{-1}(y)}
Risolvendo per {\displaystyle f^{\star }} e scegliendo {\displaystyle C=0} si ottiene la relazione iniziale.

## Hamiltoniana
In analisi funzionale l'hamiltoniana {\displaystyle H(q_{i},p_{i},t)} è data dalla trasformata di Legendre della lagrangiana del sistema {\displaystyle {\mathcal {L}}(q_{i},{\dot {q}}_{i},t)}, con:
{\displaystyle p_{i}={\frac {\partial {\mathcal {L}}}{\partial {\dot {q}}_{i}}}}
Nel caso di sistemi a un grado di libertà (un'unica coordinata lagrangiana), e ricordando le equazioni di Eulero-Lagrange, il differenziale di {\displaystyle {\mathcal {L}}(q,{\dot {q}},t)} si scrive:
{\displaystyle \operatorname {d} \!{\mathcal {L}}={\frac {\partial {\mathcal {L}}}{\partial q}}\operatorname {d} \!q+{\frac {\partial {\mathcal {L}}}{\partial {\dot {q}}}}\operatorname {d} \!{\dot {q}}+{\frac {\partial {\mathcal {L}}}{\partial t}}\operatorname {d} \!t={\dot {p}}\operatorname {d} \!q+p\operatorname {d} \!{\dot {q}}+{\frac {\partial {\mathcal {L}}}{\partial t}}\operatorname {d} \!t={\dot {p}}\operatorname {d} \!q+\operatorname {d} ({\dot {q}}p)-{\dot {q}}\operatorname {d} \!p+{\frac {\partial {\mathcal {L}}}{\partial t}}\operatorname {d} \!t}
da cui:
{\displaystyle d({\dot {q}}p-{\mathcal {L}})=-{\dot {p}}\operatorname {d} \!q+{\dot {q}}\operatorname {d} \!p-{\frac {\partial {\mathcal {L}}}{\partial t}}\operatorname {d} \!t}
Si è trasformata in questo modo la lagrangiana in un'altra equazione dipendente esplicitamente dalla sua derivata rispetto a {\displaystyle q}, cioè dipendente da:
{\displaystyle p={\frac {\partial {\mathcal {L}}}{\partial {\dot {q}}}}}
Se si pone {\displaystyle H(q,p,t)={\dot {q}}(t)p(t)-{\mathcal {L}}(q,{\dot {q}}(q,p,t),t)}, sapendo che il differenziale di {\displaystyle H(q,p,t)}, dipendente da {\displaystyle q} e {\displaystyle p}, è:
{\displaystyle \operatorname {d} \!H={\frac {\partial H}{\partial q}}\operatorname {d} \!q+{\frac {\partial H}{\partial p}}\operatorname {d} \!p+{\frac {\partial H}{\partial t}}\operatorname {d} \!t}
uguagliando i membri si ottengono le equazioni di Hamilton:
{\displaystyle {\dot {q}}={\frac {\partial H}{\partial p}}\qquad {\dot {p}}=-{\frac {\partial H}{\partial q}}\qquad {\partial {\mathcal {L}} \over \partial t}=-{\partial H \over \partial t}}
dove {\displaystyle p} e {\displaystyle q} sono le sue variabili canoniche hamiltoniane. Si procede analogamente nel caso di n coordinate lagrangiane.

## Funzioni termodinamiche
Per il primo principio della termodinamica si ha:
{\displaystyle dU=\delta Q-pdV\qquad \delta Q=pdV+dU}
e per la definizione di entropia, in condizioni quasistatiche reversibili:
{\displaystyle \delta Q=TdS}
Sostituendo:
{\displaystyle dU(S,V)=TdS-pdV}
Assumendo come variabili libere (o naturali) {\displaystyle S} e {\displaystyle V}, cioè esprimendo ogni altra funzione di stato in funzione di queste due (sufficienti a descrivere lo stato del sistema), si procede nel differenziare {\displaystyle U}:
{\displaystyle dU(S,V)={\frac {\partial U(S,V)}{\partial S}}dS+{\frac {\partial U(S,V)}{\partial V}}dV}
da cui:
{\displaystyle T=\left({\frac {\partial U(S,V)}{\partial S}}\right)_{V}\qquad p=-\left({\frac {\partial U(S,V)}{\partial V}}\right)_{S}}
Usando il teorema di Schwartz si ricava la seguente relazione, detta equazione di Maxwell:
{\displaystyle \left({\frac {\partial T}{\partial V}}\right)_{S}=-\left({\frac {\partial p}{\partial S}}\right)_{V}}
Ora si possono operare delle trasformate (non standard) di Legendre sull'energia interna per ottenere altre funzioni termodinamiche e altre utili relazioni sulle varie grandezze di volta in volta derivate o tenute costanti. I calcoli sono assolutamente analoghi agli esempi precedenti a patto di cambiare di volta in volta le variabili libere del sistema.
- Entalpia {\displaystyle H}:

{\displaystyle dH(S,p)=d(U+pV)=TdS+Vdp}
{\displaystyle T=\left({\frac {\partial H}{\partial S}}\right)_{p}\qquad V=\left({\frac {\partial H}{\partial p}}\right)_{S}\qquad \left({\frac {\partial T}{\partial p}}\right)_{S}=\left({\frac {\partial V}{\partial S}}\right)_{p}}
- Energia libera di Helmholtz ({\displaystyle A} secondo la IUPAC, {\displaystyle F} secondo altre convenzioni):

{\displaystyle dA(T,V)=d(U-TS)=-SdT-pdV}
{\displaystyle S=-\left({\frac {\partial A}{\partial T}}\right)_{V}\qquad p=-\left({\frac {\partial A}{\partial V}}\right)_{T}\qquad \left({\frac {\partial S}{\partial V}}\right)_{T}=\left({\frac {\partial p}{\partial T}}\right)_{V}}
- Energia libera di Gibbs {\displaystyle G}:

{\displaystyle dG(T,p)=d(U+pV-TS)=-SdT+Vdp}
{\displaystyle S=-\left({\frac {\partial G}{\partial T}}\right)_{p}\qquad V=\left({\frac {\partial G}{\partial p}}\right)_{T}\qquad -\left({\frac {\partial S}{\partial p}}\right)_{T}=\left({\frac {\partial V}{\partial T}}\right)_{p}}
Riassumendo si ha:
{\displaystyle H(S,p)=U(S,V)+pV\qquad A(T,V)=U(S,V)-TS\,}
{\displaystyle G(T,p)=U(S,V)+pV-TS=H(S,p)-TS}